# Săpunari, Argeș
Săpunari este un sat în comuna Morărești din județul Argeș, Muntenia, România.